# 오픈냅
오픈냅(Opennap)은 현재는 쓰이지 않는 P2P 서비스 서버이다. 오픈 소스 냅스터 서버로 만들어졌으며 냅스터 프로토콜을 확장하여 어떠한 미디어 종류라도 공유할 수 있게 했을 뿐 아니라 여러 서버들을 함께 연결할 수 있는 기능을 제공하였다.

## 플랫폼
오픈냅은 아래와 같은 플랫폼에서 테스트되었다.
- 유닉스 시스템: GNU/리눅스 (알파, i386, sparc, ppc), BSD/OS, 솔라리스, FreeBSD, IRIX
- OS/2
- 윈도우 95/98/ME/NT/2000/XP

## 클라이언트 목록
- 오디오그놈(audioGnome)
- 파일내비게이터(FileNavigator)
- 롭스터(Lopster)
- 냅스터 - 내비게이터 클라이언트를 사용하여 연결할 수 있음
- 래피게이터(Rapigator)
- 선샤인UN(SunshineUN)
- TekNap
- Utatane (P2P)
- WinMX
- XNap